# Glenn Albrecht
Glenn Albrecht (né en 1953), anciennement professeur de développement durable à l'université de Murdoch en Australie occidentale, prend sa retraite en 2014. Il est membre honoraire de la School of Geosciences de l'université de Sydney. 
En 2008, Albrecht est nommé professeur associé en études environnementale à l'université de Newcastle, en Nouvelle-Galles du Sud. Il est connu pour avoir inventé le néologisme « solastalgie ». 

## Biographie
Glenn Albrecht est un philosophe spécialiste de l'environnement. Il s'intéresse à la relation entre l'écosystème et la santé humaine sur le plan à la fois théorique et appliquée. Il innove dans le domaine de la recherche sur les problèmes de santé mentale « psychoterratiques », c'est-à-dire liés à la Terre. Il définit le concept de « solastalgie » c'est-à-dire l'expérience vécue lors de changements environnementaux négatifs,. Il publie également des ouvrages dans le domaine de l'éthique animale, notamment l'éthique de la relocalisation d'espèces menacées d'extinction face aux pressions du changement climatique. 
Il publie dans des revues à comité de lecture et a récemment achevé et publié des chapitres dans des ouvrages consacrés à ses domaines de recherche.  
Avec ses collègues, Nick Higginbotham de l'université de Newcastle et Linda Connor de l'université de Sydney, dans le cadre de subventions aux projets de découverte du Conseil australien de la recherche, il étudie l'impact de l'exploitation de mines à ciel ouvert de charbon dans la région d'Upper Hunter, en Australie, et de l’expérience de la sécheresse persistante liée au réchauffement climatique sur les communautés de Nouvelle-Galles du Sud. Dans les deux cas, les personnes exposées au changement environnemental ont subi une souffrance psychologique exacerbée par un sentiment d'impuissance et de manque de contrôle sur les modifications actuelles et futures de leur habitat. 
Glenn est également directeur de recherche sur les aspects sociaux et éthiques de l'industrie du cheval de race dans le cadre du projet ARC Discovery. 
Glenn Albrecht est un pionnier de la pensée transdisciplinaire. Avec Higginbotham et Connor, il publie en 2001 un ouvrage majeur sur ce sujet, intitulé Health Social Science: A Transdisciplinary and Complexity Perspective chez Oxford University Press.  
Il est internationalement reconnu pour ses recherches sur les relations émotionnelles, culturelles et psychologiques tant positives que négatives que les êtres humains ont avec les lieux et leur transformation.

## Publications
Glenn Albrecht est auteur de nombreuses publications, en particulier d'articles dans des revues scientifiques en anglais.
- Glenn Albrecht, Les émotions de la Terre : des nouveaux mots pour un nouveau monde, Les Liens qui libèrent, 2020  (ISBN 9791020908070).